# مركز الإمارات لتنمية الحياة الفطرية
مركز الإمارات لتنمية الحياة الفطرية بمدينة ميسور المغربية، يعتبر أكبر محمية عالمية للحفاظ على طائر الحبارى المهدد بالانقراض.
جاء إحداث هذا المركز سنة 1995 تفعيلا للمبادرة التي أطلقها المغفور له الشيخ زايد بن سلطان آل نهيان كمركز متخصص في إكثار طيور حبارى شمال إفريقيا والدراسات المتعلقة بها واستعادة الأنواع المهددة بالانقراض وتحقيق التنمية المستدامة· يعد هذا المركز من أنجح البرامج العالمية للحفاظ على طائر الحبارى، ويمتد على مساحة تزيد عن 40 ألف كليومتر مربع شرق المغرب، ويستخدم أحدث الابتكارات العلمية لتربية وإكثار الحبارى وتهيئتها للتأقلم مع البيئة الخارجية وإطلاقها بعد ذلك إلى الحياة البرية، ومتابعة تحركاتها ودراسة سلوكها في بيئاتها الطبيعية. تضم محطة ميسور، منشآت للإكثار تحوي ثلاثة آلاف قفص وتتسع لأكثر من ألفي طائر وهي مجهزة لمرحلة ما قبل إطلاق الطيور في البرية كما تضم مكانا للحضانة والتفقيس.